# Индекс автомобильных номеров Ирландии

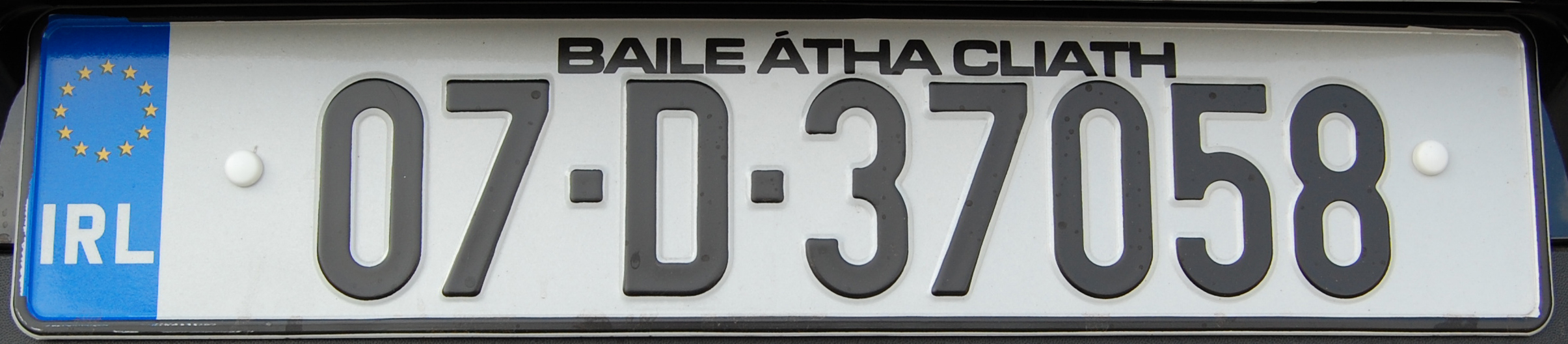
Современный ирландский автомобильный номер (Дублин)

Регистрационные номерные знаки Ирландии выдаются с 1987 года в формате YY-CC-SSSSSS. Схема номера имеет следующие компоненты:
- YY — две цифры, обозначающие год первичной регистрации автомобиля (напр. 87 для 1987; 05 для 2005)
- CC — один или два символа, идентифицирующие округ (напр. D для Dublin (Дублин); SO для Sligo (Слайго)).
- SSSSSS — порядковый номер, начинающийся с первого зарегистрированного транспортного средства в округе в этом году.

С 1991 года, дизайн ирландских номерных знаков базируется на стандарте Европейских номерных знаков. В соответствии с этим стандартом, на знаке с левой стороны изображается синяя полоса с 12 звездами Европейского союза и обозначение страны IRL (Ирландия). Номерные знаки имеют черные символы на белом фоне. В отличие от большинства европейских государств, в Ирландии нет специальных норм, относительно шрифта на номерном знаке, отмечается только что размер букв должен быть разборчивым, но не более 70 мм в высоту и 36 мм в ширину, на белом светоотражающем фоне. В отличие от свободных требований, относительно шрифта, размер пробела между буквами должен быть минимум — 13 мм x 10 мм, максимум — 22 мм x 10 мм. Также допускается использование полных ирландских названий округов, которые записываются над их кратким обозначением.